# Dolhești, Neamț
Dolhești este un sat în comuna Pipirig din județul Neamț, Moldova, România.

## Imagini

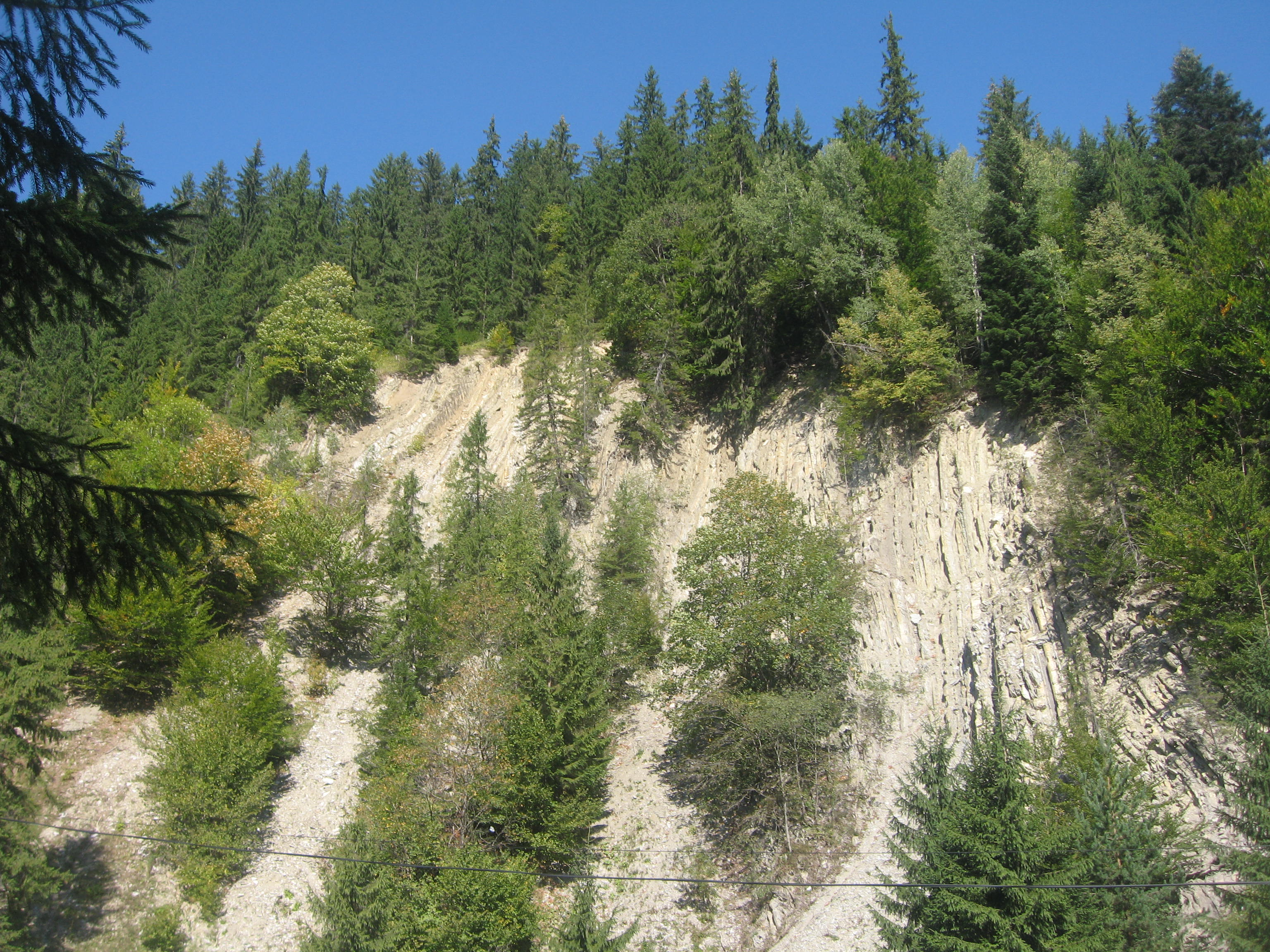
Muntele Ursoaica văzut de pe DN15 între Pluton şi Dolheşti
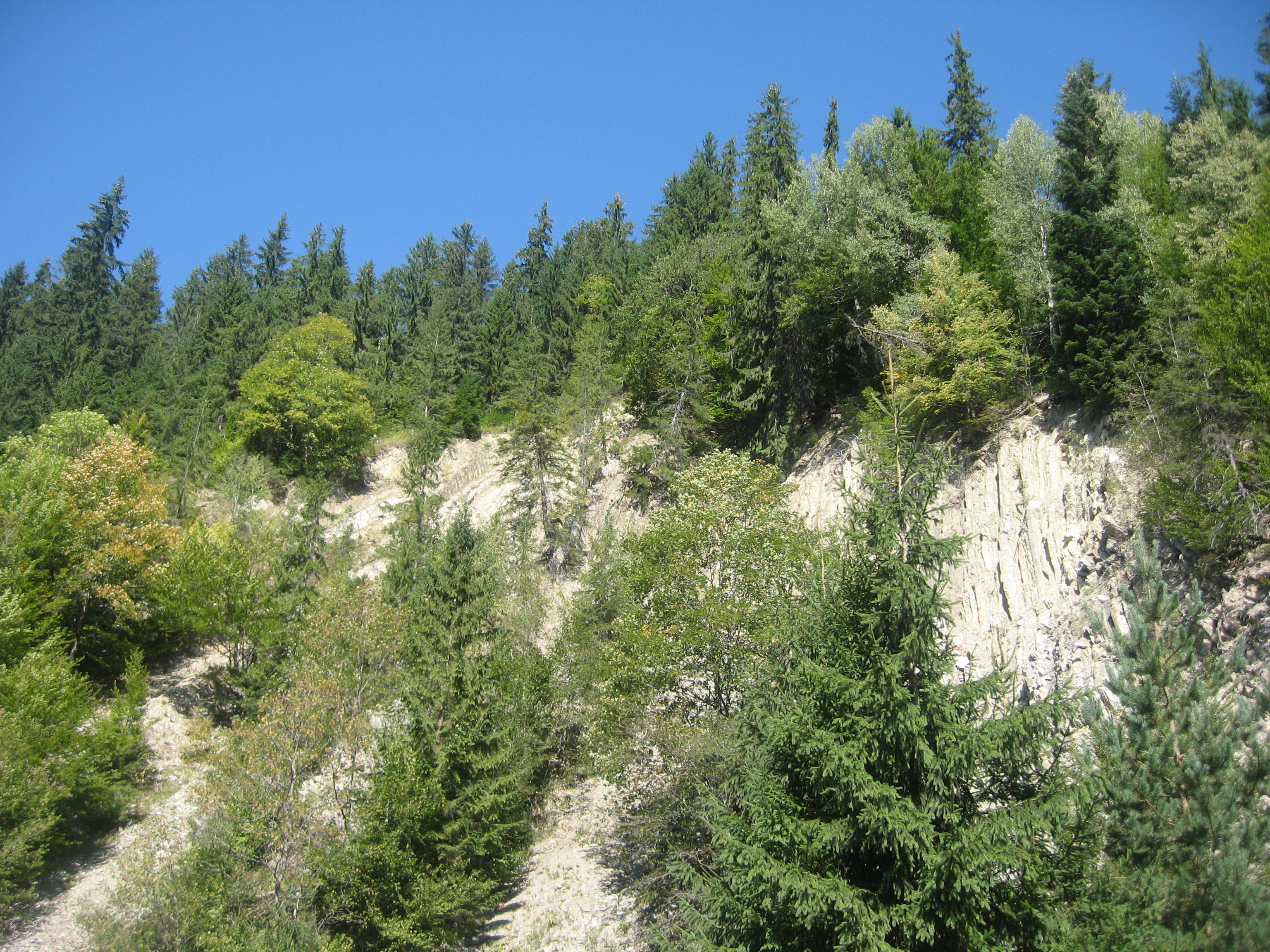
Muntele Ursoaica văzut de pe DN15 între Pluton şi Dolheşti

 Acest articol despre o localitate din județul Neamț este deocamdată un ciot. Puteți ajuta Wikipedia prin completarea lui.